# 大衛·卡羅素

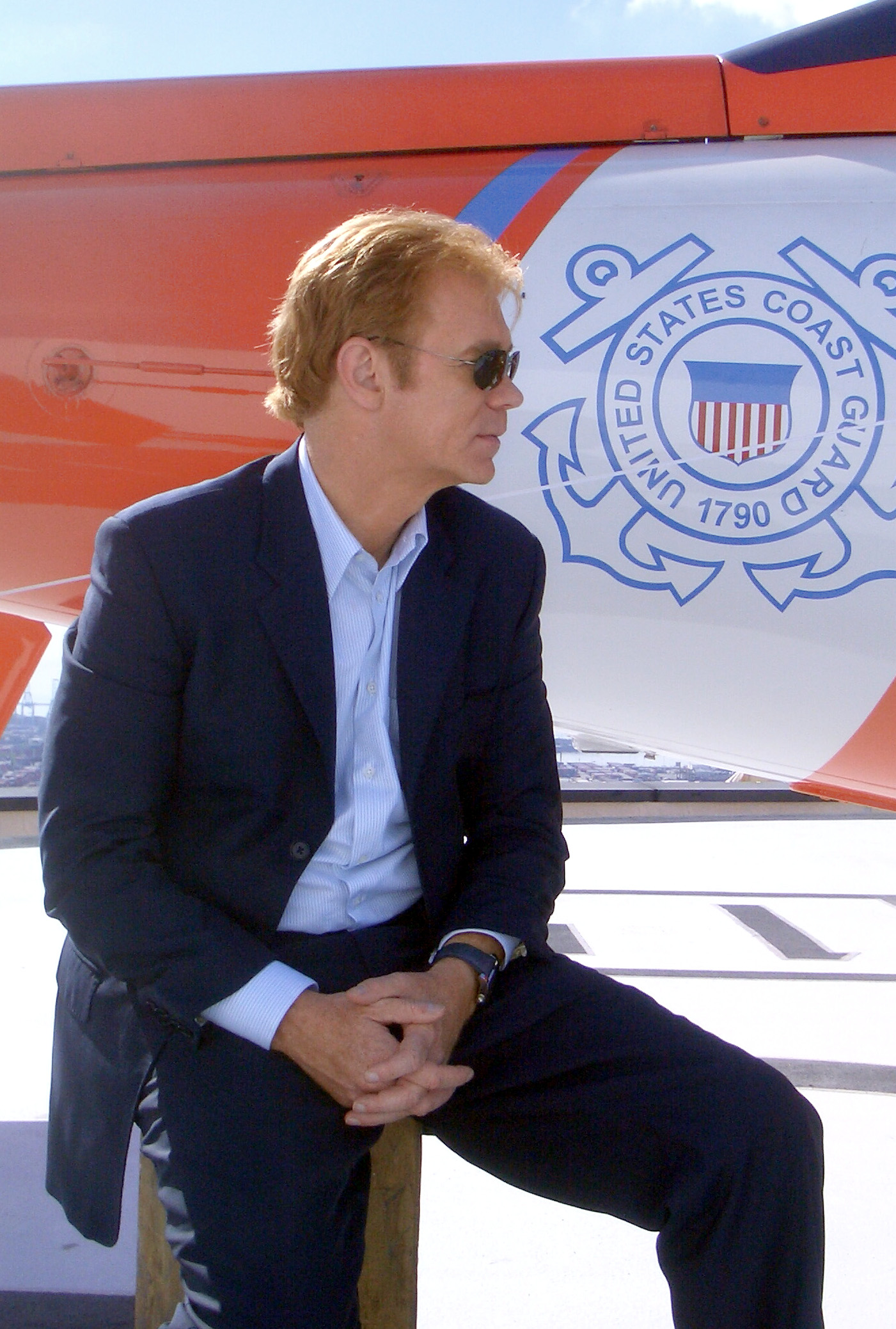
大卫·卡罗素

大卫·卡罗素（David Caruso，1956年1月7日—），出生在美国纽约的森林小丘。大卫有多重身份。他是电影演员、电视剧演员、制片人，同时也是一家高级服装店和一家家庭家具店的所有者。这两家店位于美国佛罗里达州的迈阿密。大卫在20世纪70年代就开始拍电视剧了。他在电视剧上的成就要远远超过他拍电影的成就。他曾经是《纽约警局蓝》（1993）时期受欢迎的演员，但那之后他离开了电视剧表演转而做了一名电影演员。在拍了许多不怎么成功的电影之后，他加入了《CSI犯罪现场: 迈阿密》剧组，担任主要角色，饰演Horatio Caine，获得了很大成功。这使他又重新回到了明星行列。

## 外部連結
- 大衛·卡羅素在互联网电影资料库（IMDb）上的資料（英文）